# 男性避孕
男性避孕是指由男性進行的生育控制方式。主要的男性避孕方式除了禁慾（不進行性行為）外，還有避孕套、性交中斷法、非插入式性行為及输精管切除术。還有其他男性避孕方式，不過尚在研究開發階段，暫未商品化。其中像是RISUG/VasalGel（已在印度完成第二階段的人類臨床實驗，正在進行第三階段）及超聲波（目前只進行到動物實驗）。

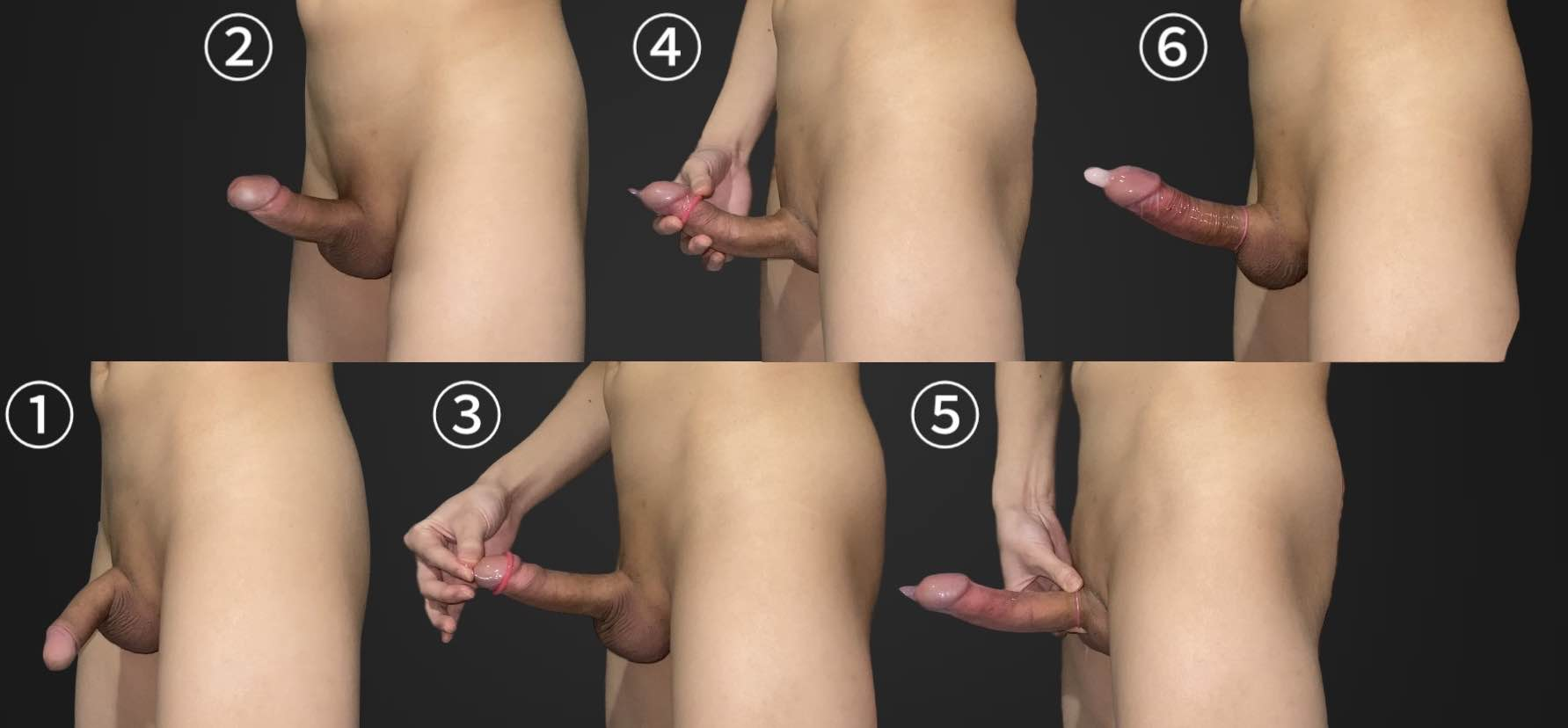
如何戴安全套

## 方式

### 手術
輸精管切除術（男性結紮）是利用手術方式切除部份輸精管，達到無法生育的目的，手術中會將二條輸精管各切除一部份，並且將開口處電燒或是縫合，使精子無法進入精液中。輸精管切除術可以在醫院或是診所進行。美國疾病控制與預防中心（CDC）研究估計在每一千人結紮後，二年內失效（讓配偶或性伴侶懷孕）的人數會有11人，其中有過半是出現在輸精管切除術後的頭三個月，在72週後就沒有失效的情形了。在輸精管切除術後，輸精管內仍有殘留的精子，一般要在手術三個月後精液內才會沒有精子，一般也會建議進行精液檢查確認精子數量已降到零。

### 保險套
保險套是長條型薄膜的屏障式避孕用具，在性交時使用，可以減少懷孕的可能性，也可以減少性傳播疾病（例如HIV）的風險。保險套的用法是在陰莖勃起時套入陰莖上，當男性射精時，精液（及其中的精子）會保留在保險套內，不會進入性伴侶的體內。
在理想情形下，使用保險套避孕的失效率為每年2%。
保險套可以配合其他的避孕方式（例如殺精劑）一起使用，會有更好的避孕效果。一般使用保險套避孕時的懷孕機率因人而異，大約每年比率從10%到18%不等。

### 性交中斷法
性交中斷法是在進行陰道性行為時，在射精前將陰莖移出性伴侶的陰道，若每次都正確的使用，一年內的失敗率為4%。若使用性交中斷法避孕，每年的失敗率大約是22%。

## 歷史
約公元40年，古希臘藥理學家迪奥科里斯在《藥物論》中提出用大麻種子及芸香（Ruta graveolens）作避孕，《藥物論》也是中古時期廣為使用的文獻。有一個用大鼠進行的實驗（使用由80%乙醇溶液萃取的萃取物20mg），發現可以讓精子量減少到一半以下。在中古時期的波斯（及其他傳統文化）曾用這類草藥作為男性避孕用，其他也用作男性避孕的包括锦葵科的草棉、莎草科的高莎草（Cyperus longus）、马鞭草科的Vitex pseudonegundo、藜亚科的土荆芥（Chenopodium ambrosioides）、馬兜鈴科的馬兜鈴秈稻（Aristolochia indica）、石榴屬的石榴及蘿摩科的Sarcostemma acidum。不過由草棉萃取出來的化學物質，以及其他由棉籽及秋葵籽萃取出的化學物質（棉酚）已被禁用作避孕用途，因為有10%至20%的使用者出現永久性的不孕。
在傳統印度醫學阿育吠陀中，蘇胥如塔及書籍《Rasarathasamucchaya》、《Sarangadhara》、《Bhavaprakasha》及《Bhisagya Ratnavali》都曾提過用楝樹來避孕。此草藥傳統上就是用在避孕的用途上，楝樹葉實驗後可以降低雄性大鼠造成其他雌鼠受孕的比例，即使受孕，產子數也下降。
1995年時研究者發現中藥雷公藤中分離出有避孕效果的化學物質。
2002年時有研究者將番木瓜籽中的萃取物餵食猴子，在餵食90天後，其射精的精液中已沒有精子。番木瓜籽傳統即用來避孕，而在針對大鼠進行的長期實驗中，對睪丸或是其他器官也沒有顯著的不良影響。
熱基避孕早在希波克拉底時代就已提出，是提高睪丸的溫度以避免生成精子。此一避孕法需要讓睪丸在攝氏47度（恰好低於疼痛閾值）下維持45分鐘，此一技術較不受歡迎，但另一個衍生技術是應用超聲波達到類似目的，已經在進行先期評估。

## 相關研究
男性避孕的目標是找出可逆的男性避孕方式，可能是透過藥物、手術或是其他方式。

### 藥物
有關男性避孕藥的研究，有許多相關的研究和二種給藥方式有關：一個是類似女性复合口服避孕药的男性口服激素避孕藥，另外一種是男性避孕激素注射。
- 棉酚（Gossypol）是棉花的萃取物，科學家曾探討是否可以作為口服避孕丸使用，棉酚可以減少精子的數量，不過有20%的機率會讓精子數量永遠減少，即使不再使用棉酚也無法回到可生育的狀態[31]
- 有一種避孕方式是透過和BRDT（英语：BRDT）蛋白質（Bromodomain testis-specific protein）上特定區域結合，來抑制染色体重建（英语：chromatin remodeling），此作法已確認可以在公小鼠身上有避孕效果，而且是可逆的[32]。 科學家正在研發JQ1（英语：JQ1），是以上述方式作用的選擇性BRDT抑制劑，屬於非激素類的男性避孕藥。可以有效的讓睪丸不生產精子，也沒有之前研究的激素類男性避孕藥會出現的不良反应[33]。
- 針對精子抗原的免疫避孕法（英语：Immunocontraception），已確認對於雄性的靈長類有效[34]。
- 像硝苯地平等類的钙离子通道阻滞剂可以改變精子的脂質代謝方式，使精子無法和卵子受精，也就達到避孕的目的[35]。從2010年6月起在以色列巴伊兰大学的研究，發現一次給藥可以有五年的效果。在小鼠身上進行的測試有避孕效果，而且沒有副作用[36]。
- 有一種影響維生素A代謝途徑的化合物已證實可以讓公的小鼠沒有精子，且不影響其性衝動。只要停止服藥，小鼠就會繼續產生精子。正常情形下，維生素A會轉換成活性成份視黃酸，之後和視黃酸受體結合，以啟動精子的產生，但此化合物讓維生素A無法轉換為視黃酸，也就不會產生精子[37][38]。有許多方式可以達到上述目的，例如阻斷稱為RALDH3（ALDH1A2），在睪丸中將視黃醛轉換為視黃酸的醛脫氫酶（英语：aldehyde dehydrogenase）。不過以往類似的試驗失敗了，因為阻斷用的化合物專一性不足，也阻斷了其他醛類的脫氫作用，例如在乙醇代謝中需要的一些脫氫作用，造成了嚴重的副作用[39]。另一個方式是直接阻斷視黃酸受體，不過也會有嚴重的副作用[37]。
- Adjudin（英语：Adjudin）是一種類似氯尼达明（英语：lonidamine）但沒有毒的物質，已確認可以讓小鼠有可逆性的避孕效果[40]。此藥物破壞睪丸中塞爾托利氏細胞之間的連結，也影響其形成精細胞的能力。因此精子在尚未成熟時就釋放出來，無法成為有受精功用的配子。有一種新的靶向遞送機制使得Adjudin有更好的效果[41]。
- Gamendazole（英语：Gamendazole）是氯尼达明的衍生物，在大鼠身上有半可逆的避孕效果。一般認為其作用機制也是破壞塞爾托利氏細胞的功能，因此造成抑制素B的減少[42]。
- 目前已發展了許多男性的荷爾蒙避孕劑。其中有一種是混合型，包括注射Depo-Provera以避免精子发生，配合典型的睾酮凝膠以補充荷爾蒙[43]。另一個作法包括每年植入的皮下植入物，會分泌合成的睾酮化合物（7α-methyl-19-nortestosterone），再配合定期的Depo-Provera注射[44]。在第二期臨床實驗中，若只有皮下植入物（沒有注射Depo-Provera）但是給最高劑量，大部份的實驗結果都已經出現精子數量明顯不足的情形[45]。另外一個作法是每月注射睾酮十一酸酯（英语：testosterone undecanoate），在中國的第三期臨床實驗中結果很好[46][47]。
- 苯氧基苯甲胺（英语：Phenoxybenzamine）有抑制射精的效果，因此也有潛力成為有效的避孕藥。研究發現在停藥後，精液就有生育效果，因此避孕的結果是可逆的[48]。
- Trestolone（英语：Trestolone）是一種合成代謝的的類固醇，可以顯著的減少精子數量[49]。

### 手術
- RISUG（英语：RISUG）英文全名是Reversible inhibition of sperm under guidance，手術方式是將溶於二甲基亞碸內的苯乙烯馬來酸酐（英语：styrene maleic anhydride）聚合物凝膠注射到輸精管中。聚合物本身有正電荷，當帶有負電荷的精子經過時，電位差會破壞精子[5]。若要恢復生育能力，可以再進行一次注射，會洗去聚合物凝膠，即可恢復生育能力。截至2011年，已在印度進行針對病患的Ⅲ期临床试验，在美國、印度、中國及孟加拉都已申請專利。Vasalgel（英语：Vasalgel）是一個聚合物凝膠注射的廠牌名稱，正在美國進行試驗，已經完成兔子的試驗，初期試驗的結果都良好，因此預計在2015年進行人類的臨床試驗[50]。
- 輸精管阻塞法（英语：Vas-occlusive contraception）包括一些讓二條輸精管部份阻塞或是完全阻塞的手術，和输精管切除术切除部份输精管的作法不同，但目的都是使精子無法通過。輸精管內裝置（intra vas device，IVD）及其他注射栓塞是暫時性的阻塞输精管，若進行手術將阻塞物取出，即可恢復生育能力。美国食品药品监督管理局（FDA）已核可2006年輸精管內裝置的人體臨床試驗[51]。

### 其他
- 也有避孕是用超音波殺死精子來進行的，概念來自1970年代Mostafa S. Fahim發現超音波會殺死微生物，且會降低精子受孕能力，其用在人類避孕的安全性及有效性仍在研究中[52]。到2012年為止，有針對大鼠進行的實驗，大鼠在溫鹽浴中進行二次各15分鐘的超音波處理，二次處理之間隔了二天，結果將其精子量降到可受孕的水平之下[6][52]。另一個小型研究是和狗有關，在進行三次超音波後，狗射精時精液中已沒有精子[5]。有許多進一步的研究，包括對人是否有效、效果可持續的程度，以及其安全性，都還要再進行探討[52]。

### 已中止的研究
- Miglustat（英语：Miglustat）（Zavesca 或 NB-DNJ）是核可治療多種罕見的脂质储存障碍疾病的藥物。在小鼠實驗中，可以提供有效及完全可逆的避孕效果，但這個效果只針對實驗室中有特殊基因的小鼠有效，在其他的動物身上沒有避孕效果[53]。
- 西洛多辛（Silodosin）是高度尿道選擇性（uroselectivity）的α1肾上腺素受体拮抗剂，FDA核可用來治療良性前列腺增生（BPH），發現若使用到正常劑量的五倍，可以減少精子數量[54]。

## 外部連結
- Male Contraception Initiative （页面存档备份，存于）
- Male Contraception Information Project （页面存档备份，存于）